# Międzynarodowy Konkurs Bachowski w Lipsku

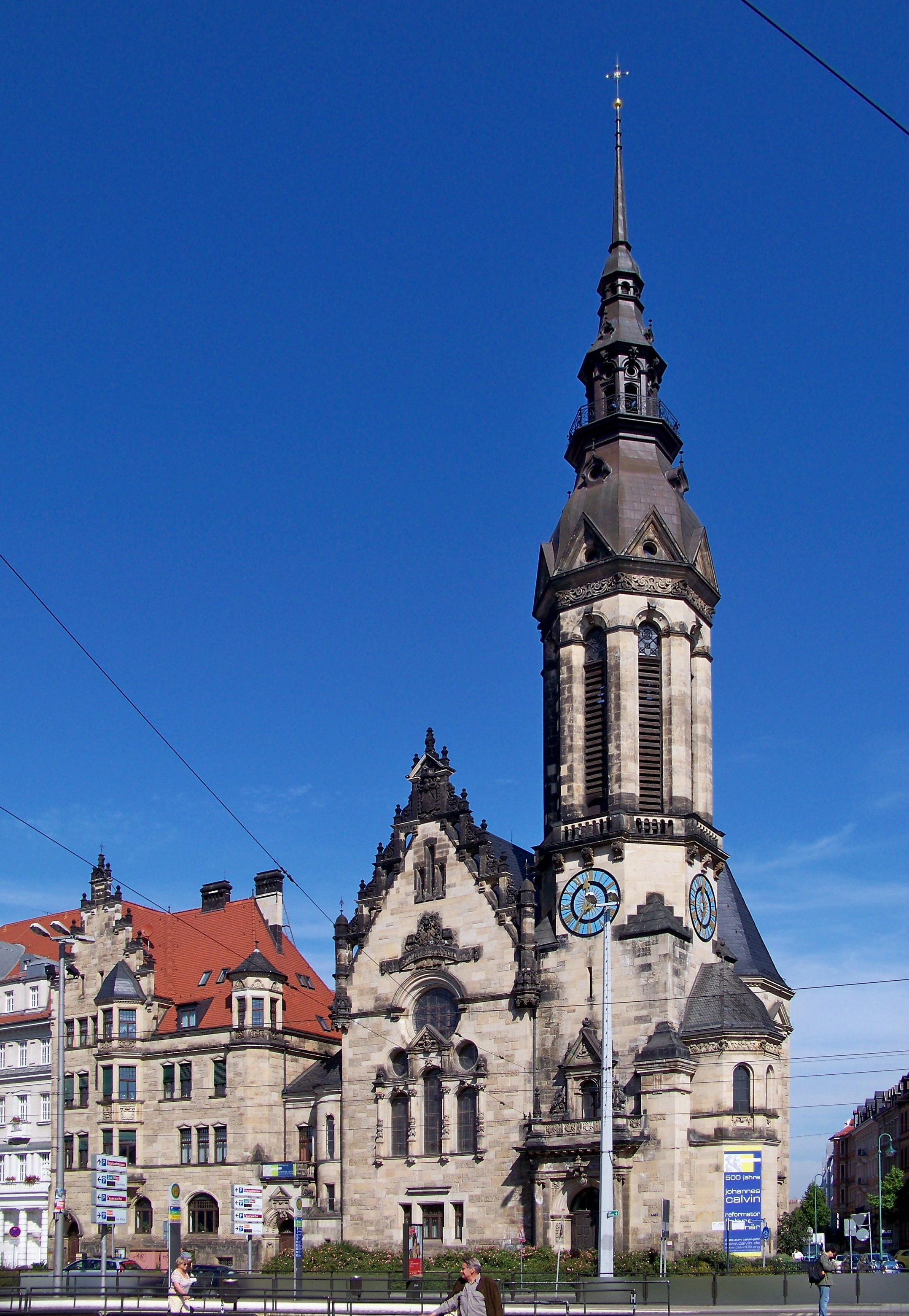
Lipski kościół ewangelicko-reformowany, w którym odbywa się część przesłuchań konkursowych

Międzynarodowy Konkurs Bachowski (Internationaler Johann-Sebastian-Bach-Wettbewerb) – konkurs muzyczny w Lipsku poświęcony przede wszystkim twórczości Johanna Sebastiana Bacha. Obejmuje sześć kategorii wykonawczych: organy, fortepian, klawesyn, śpiew, skrzypce oraz wiolonczela. Uważany jest za jeden z najważniejszych międzynarodowych konkursów dla młodych artystów. Od 1965 roku należy do Światowej Federacji Międzynarodowych Konkursów Muzycznych z siedzibą w Genewie.
Po raz pierwszy odbył się w 1950, natomiast w latach 1964–1996 odbywał się regularnie co cztery lata. Obecnie organizowany jest co dwa lata, za każdym razem w trzech kategoriach. Mogą w nim wziąć udział instrumentaliści w wieku od 16 do 32 lat lub wokaliści w wieku od 16 do 34 lat. Oczekuje się od nich nie tylko wysokiego poziomu wykonawczego i doświadczenia scenicznego, ale także wiedzy i umiejętności w zakresie wykonawstwa muzyki dawnej. Repertuar konkursowy powinien być przygotowywany na podstawie wydań bazujących na rękopisach kompozytora (tzw. wydań urtekstowych).

## 1950
Pierwszy konkurs zorganizowany został w 1950 roku, w ramach uroczystych obchodów dwusetnej rocznicy śmierci Bacha, wkrótce po proklamowaniu Republiki Demokratycznej Niemiec. Do konkursowego jury zaproszony został radziecki kompozytor Dmitrij Szostakowicz. Wraz z nim ze Związku Radzieckiego przybyła także liczna grupa wykonawców, wśród których znalazła się 26-letnia pianistka Tatjana Nikołajewa, absolwentka Konserwatorium Moskiewskiego. W przeciwieństwie do pozostałych uczestników, którzy oznajmiali, które preludium i fugę z Bachowskiego Das Wohltemperierte Klavier wykonają, Nikołajewa zadeklarowała gotowość wykonania z pamięci dowolnej pary wybranej przez jurorów. Otrzymała złoty medal, sam konkurs zaś zakończył się wykonaniem przez Dmitrija Szostakowicza, Tatjanę Nikołajewą, Pawła Sieriebriakowa oraz Orkiestrę Symfoniczną Radia Berlińskiego pod batutą Kiriłła Kondraszyna Bachowskiego koncertu d-moll na trzy fortepiany.
Pod wpływem konkursu Szostakowicz, po powrocie do ojczyzny, napisał 24 preludia i fugi op. 87. Zbiór ten zadedykował Nikołajewej, która dokonała jego publicznej premiery w 1952 roku i stała się najsłynniejszą interpretatorką cyklu. 13 listopada 1993 roku w San Francisco podczas jego wykonania doznała udaru mózgu i zmarła dziewięć dni później. Dziś jest to utwór obowiązkowy w programie przygotowywanym przez uczestników konkursu w kategorii fortepianu.

## Jury
W jury konkursu zasiadali między innymi:
- pianiści: Paul Badura-Skoda (2006), Malcolm Bilson (jako przewodniczący – 2010), Bruno Canino(inne języki) (2006), Choong-Mo Kang(inne języki) (2010), Jewgienij Korolow (2006, 2010), João Carlos Martins (2010), Bernard Ringeissen (2010), Tamás Vásáry (2010), Fanny Waterman (2010)
- klawesyniści: Bob van Asperen (2006), Richard Egarr (2010), Robert Hill (jako przewodniczący – 2010), Andrea Marcon (2010), Lars Ulrik Mortensen (2006), Magdalena Myczka (2000, 2010, 2018), Masaaki Suzuki (2006), Elżbieta Stefańska (1992)
- organiści: Masaaki Suzuki (jako przewodniczący – 2008), Hans Fagius (2012[3]), Ton Koopman (przewodniczący 2012[3])

oraz Christopher Hogwood (w kategorii wokalnej, 2012).

## Polacy w konkursie
Wśród laureatów konkursu znaleźli się m.in. pianista Waldemar Maciszewski (III nagroda ex aequo, 1950), śpiewaczka Alina Bolechowska (III nagroda ex aequo, 1950), klawesynistka Magdalena Myczka (V nagroda, 1972), śpiewaczka Jadwiga Rappé (I nagroda, 1980), skrzypek Kazimierz Olechowski (III nagroda, 1988), śpiewaczka Bogna Bartosz (I nagroda 1992), klawesynistka Magdalena Malec (II nagroda, 2010), skrzypaczka Maria Włoszczowska (I nagroda, 2018), organista Jakub Moneta (II nagroda i nagroda publiczności, 2024). W 2014 roku nagrodę European Union Baroque Orchestra Development Trust „dla najbardziej obiecującego klawesynisty konkursu”, a w 2018 roku Nagrodę Publiczności otrzymał klawesynista Aleksander Mocek. Skrzypaczka Wanda Wiłkomirska podaje w swoim biogramie, że zajęła II miejsce w 1950, jednak informacji tej nie potwierdza lista laureatów. Nagrody specjalne Christa Bach-Marshall Foundation przyznawane przez jury konkursu otrzymali: śpiewaczka Jolanta Kowalska (2008) i klawesynista Maurycy Raczyński (2018).
W jury zasiadali: Bronisław Rutkowski (1964, zmarł w trakcie trwania konkursu), Jan Ekier (1964), Halina Czerny-Stefańska, Elżbieta Stefańska (1992) i Magdalena Myczka (2000, 2010, 2018).